# آبشار کین کریک
آبشار کین کریک (به انگلیسی: Cane Creek Falls) آبشاری است که در تنسی، ایالات متحده آمریکا واقع شده و ارتفاع کلی ریزشگاه آن ۸۵ فوت (۲۶ متر) است.